# Anna-Maria Wagner
Pour les articles homonymes, voir Wagner.
Anna-Maria Wagner, née le 17 mai 1996 à Ravensbourg, est une judokate allemande. Après être devenue championne du monde en 2021 à Budapest, elle remporte la médaille de bronze lors des Jeux olympiques de Tokyo.
Elle est nommée porte-drapeau de la délégation allemande aux Jeux olympiques d'été de 2024 en compagnie du joueur de basket-ball Dennis Schröder.

## Palmarès

### Compétitions internationales
| Année | Compétition           | Lieu      | Résultat | Catégorie         |
| ----- | --------------------- | --------- | -------- | ----------------- |
| 2018  | Championnats d'Europe | Tel Aviv  | 3e       | Moins de 78 kg    |
| 2021  | Championnats du monde | Budapest  | 1re      | Moins de 78 kg    |
| 2021  | Jeux olympiques       | Tokyo     | 3e       | Moins de 78 kg    |
| 2021  | Jeux olympiques       | Tokyo     | 3e       | Par équipes mixte |
| 2022  | Championnats du monde | Tachkent  | 3e       | Par équipes mixte |
| 2024  | Championnats d'Europe | Zagreb    | 2e       | Moins de 78 kg    |
| 2024  | Championnats du monde | Abou Dabi | 1re      | Moins de 78 kg    |

### Masters mondial, Tournois Grand Chelem et Grand Prix
| Année | Compétition     | Lieu           | Résultat | Catégorie      |
| ----- | --------------- | -------------- | -------- | -------------- |
| 2016  | Grand Chelem    | Abou Dabi      | 2e       | Moins de 78 kg |
| 2017  | Grand Chelem    | Iekaterinbourg | 3e       | Moins de 78 kg |
| 2018  | Grand Chelem    | Iekaterinbourg | 3e       | Moins de 78 kg |
| 2018  | Grand Prix      | Zagreb         | 3e       | Moins de 78 kg |
| 2019  | Grand Chelem    | Düsseldorf     | 2e       | Moins de 78 kg |
| 2019  | Grand Prix      | Marrakech      | 1re      | Moins de 78 kg |
| 2019  | Grand Prix      | Antalya        | 1re      | Moins de 78 kg |
| 2019  | Grand Chelem    | Bakou          | 2e       | Moins de 78 kg |
| 2019  | Grand Prix      | Hohhot         | 2e       | Moins de 78 kg |
| 2019  | Grand Chelem    | Brasilia       | 3e       | Moins de 78 kg |
| 2019  | Masters mondial | Qingdao        | 3e       | Moins de 78 kg |
| 2020  | Grand Chelem    | Düsseldorf     | 3e       | Moins de 78 kg |
| 2021  | Grand Chelem    | Tel Aviv       | 1re      | Moins de 78 kg |
| 2021  | Grand Chelem    | Kazan          | 1re      | Moins de 78 kg |
| 2022  | Grand Chelem    | Antalya        | 1re      | Moins de 78 kg |
| 2022  | Grand Chelem    | Tbilissi       | 1re      | Moins de 78 kg |
| 2023  | Grand Chelem    | Tbilissi       | 1re      | Moins de 78 kg |
| 2023  | Grand Prix      | Linz           | 1re      | Moins de 78 kg |
| 2023  | Grand Prix      | Douchanbé      | 2e       | Moins de 78 kg |
| 2023  | Grand Prix      | Zagreb         | 3e       | Moins de 78 kg |
| 2023  | Grand Chelem    | Bakou          | 1re      | Moins de 78 kg |
| 2023  | Grand Chelem    | Abou Dabi      | 3e       | Moins de 78 kg |
| 2024  | Grand Chelem    | Paris          | 1re      | Moins de 78 kg |
| 2024  | Grand Chelem    | Tbilissi       | 3e       | Moins de 78 kg |
| 2024  | Grand Chelem    | Antalya        | 3e       | Moins de 78 kg |
| 2024  | Grand Chelem    | Douchanbé      | 1re      | Moins de 78 kg |